# Pepijn Schoneveld
Pepijn Schoneveld (Twello, 8 februari 1985) is een Nederlands cabaretier en acteur.

## Levensloop
Schoneveld studeerde in 2009 af aan de Amsterdamse Toneelschool & Kleinkunstacademie. Tijdens zijn opleiding speelde hij in de voorstelling Kamp Holland van Orkater en na zijn opleiding in de Suburbia-voorstelling Momenten van geluk, De boot en het meisje van het M-Lab en De terugkeer van Hans en Grietje van Orkater. Ook was hij te zien in verschillende series als Feuten, SpangaS en Dokter Deen, en films als Bowy Is Binnen en Weg van jou.
In 2012 was Schoneveld met zijn cabaretvoorstelling Reuf finalist van het Leids Cabaret Festival en daarna maakte hij drie cabaretshows: Meneer Jongetje (regie Jessica Borst), Morgen klaart het op (regie Gijs de Lange) en Stante pede (Regie Raoul Heertje en Michiel de Regt). Ook maakte hij voor het Nederlands Film Festival de internetserie Praten met Pepijn en voor de VPRO de internetserie Hehobros. Verder heeft hij zijn eigen podcast PepTalk, waarin hij praat met collega-cabaretiers, acteurs en soms wetenschappers. Hij is de stem van Bunsen in de serie Bunsen is een beest en de stem van Muis in de serie Als je een muis een koekje geeft.

## Cabaretprogramma's
- Meneer Jongetje (2013-2014)
- Morgen klaart het op (2015-2016)
- Stante pede (2017-2018)

## Filmografie

### Televisieseries
- 2009: Sorry Minister - Peter (2 afleveringen)
- 2009: Gooische vrouwen - agressieve jongen (1 aflevering)
- 2010: Feuten - Joep Heineken (8 afleveringen)
- 2010: S1ngle - Chef (1 aflevering)
- 2011-2012: Mixed Up - Thor van der Pas (9 afleveringen)
- 2012: Moordvrouw - Arthur Waals (1 aflevering)
- 2014-2015: SpangaS - Frits van Veen (68 afleveringen)
- 2016-2018: Dokter Deen - Kleine Teun (15 afleveringen)
- 2016: Toren C
- 2018: Soof - Een Nieuw Begin - Ambtenaar (1 aflevering)
- 2019: Oogappels - Sebastiani Elsenburg (2 afleveringen)
- 2020: Kerstgezel.nl -  Willem
- 2021: Zapp Detective: Summervibes  - Peter-Paul Pen
- 2024: Nieuw Zeer - Verschillende rollen

### Films
- 2010: Win/Win - Patrick
- 2012: Bowy is inside - Tjerk
- 2013: De wederopstanding van een klootzak - Titus
- 2014: Ik Hartje Oost - Alex
- 2015: SpangaS in actie - Frits van Veen
- 2017: De terugkeer van de wespendief - agent
- 2017: Weg van jou - Rob
- 2022: Zwanger & Co - Benja
- 2023: De Vuurlinie - Maurits
- 2023: Net als in de film - Michiel
- 2024: Dit is geen kerstfilm - interviewer podcast